# Раб краси
«Раб краси» (1906) — оповідання українського письменника Володимира Винниченка, що належить до збірки «Краса і сила».

## Сюжет
Герої твору — дядько Софрон і молодий хлопець Василь. Разом з такими ж, як самі, «стомленими нудьгою і голодом людьми, жадними і злими», вони на подвір'ї маленької станції чекають, коли їх наймуть на роботу в економії. Час від часу з'являються прикажчики-наймачі і одбирають якусь кількість людей. Але Софронові та Василеві не щастить, і хоч вони не стоять за плату, їх ніхто не бере вже другий тиждень: один старий, «жовтий і зморщений, як зів'яла вилежана груша», другий — «несміливий, дуже блідий на виду, соромливий і якийсь чудний». Бо в душі убогого наймита живе музика. Ночами "Василь виходив далеко-далеко у поле… Ніч ласкаво приймала його в свої широкі обійми й любовно посміхалась йому зорями. Він сідав десь на горбику і виймав з-за пазухи якусь паличку, яку довго й ніжно обтирав рукавом свитки. Потім приставляв її до рота, зітхав, і від палички в тужливу, ніжну ніч котились з хурчанням ще більш ніжні, більш тужливі звуки. Про що він грав, тужливий син степів і праці?

## Особливості оповідання
Загальним образом у новелі виступає музика. Тим чи іншим чином вона зумовлює кожну дію і вчинок Василя. в творі цей символ має два аспекти: по-перше, вона виступає еквівалентом поняття «життя»; по-друге — вона є «володаркою» душі хлопця. Доказом цього є кульмінаційний епізод, коли Василь почув серед вулиці музику :
|  | А звуки великими, довгими хвилями лились із саду й плили десь над головою. Здавалось, то саме Життя плило на них. Убране в сміх і сльози, в радість і страждання, з посмішкою ненависті й любові, воно гордо лежало на сих розкішних хвилях і таємниче, пильно дивилось в душу Василеві своїми дужими очима. І душа його, як раб, завмерла й не сміла рухатись. І, повна того самого сміху й сліз, страждання, ненависті й любові, вона росла, давила груди, розпирала череп і билася риданням в горлі… |

## Герої
Герої твору: Василь, Дядько Софрон, Катря.